# انگلهارتستتن
انگلهارتستتن (به آلمانی: Engelhartstetten) یک منطقهٔ مسکونی در اتریش است که در ناحیه گنزرندورف واقع شده‌است. انگلهارتستتن ۱٬۸۰۷ نفر جمعیت دارد.